# Iwan Iwanow (ur. 1968)
Iwan Radnew Iwanow (bg. Иван Иванов; ur. 19 grudnia 1968) – bułgarski zapaśnik walczący w stylu klasycznym. Olimpijczyk z Atlanty 1996, gdzie zajął piąte miejsce w kategorii 62 kg.
Trzykrotny uczestnik mistrzostw świata, srebrny medalista w 1994. Czwarty na mistrzostwach Europy w 1995 roku.
- Turniej w Atlancie 1996

Pokonał Mehmeta Pirima z Turcji i Davida Zunigę z USA. Przegrał z Kobą Guliaszwilim z Gruzji i Juanem Luisem Marénem z Kuby. W pojedynku o piąte miejsce pokonał Ukraińca Hryhorija Kamyszenkę.